# 満洲国の警察

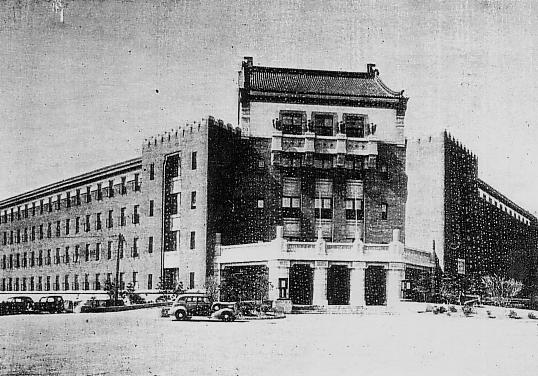
満洲国治安部庁舎

満洲国の警察では、満洲国に設けられた警察制度について解説する。

## 概要
従来、満洲を支配下においていた奉天派軍閥にも、もちろん独自の警察制度を持っていたが、警察官の質が悪く民衆の怨嗟の的になっていた。
満洲国成立後は日本の指導の下で、規律ある新生「満洲国警察」を構築することになった。
中央政府に「警務司」を設置し、満洲国内の全警察を統括することになった。
地方については、省に「警務庁」を置いた。首都の新京特別市には「首都警察庁」を置き、奉天市・ハルビン市には「警察局」を、安東市・撫順市・鞍山市・吉林市・牡丹江市・チチハル市・錦州市・チャムス市・営口市には「警務処」を、その他の市・県・旗には「警務科」を置いた。
海上警察として、「海上警察隊」が設けられた。

## 沿革
- 1932年（大同元年）3月　満洲国民政部に「警務司」を設置。省には「警務庁」を設置する。
- 1932年（大同元年）6月　新京に「首都警察庁」を設置。
- 1934年（康徳元年）3月　帝政に移行し、愛新覚羅溥儀が皇帝となる。
- 1937年（康徳4年）7月　警務司が満洲国治安部に移管される。
- 1937年（康徳4年）12月　日本に対する治外法権が撤廃される。
- 1939年（康徳6年）12月　「警察綱領」が制定される。
- 1943年（康徳10年）4月　治安部を廃止し、新たに「警務総局」を置く。

## 組織

### 警務司の組織
1940年（康徳7年）時点
- 参事官室
- 警務科
  - 総務股、人事股、経理股、企画股
- 警備科
  - 警備股、防空股、通信股、銃器股
- 特務科
  - 特務股、思想股、検閲股
- 保安科
  - 保安股、交通股、経済保安股
- 刑事科
  - 刑事股、防犯股
- 教養科
  - 教養股、教材股
- 兵事恩賞室

### 警務総局の組織
1943年（康徳10年）時点
- 官房
  - 参事官室、総務科、経理科、教養科、兵事恩賞室
- 警務処
  - 警備科、防空科、通信科、保安科、刑事科、経済保安科
- 特務処
  - 特務科、特高科、外事科

## 満洲国警察官の階級
| 満洲国警察官 | 現在の日本の警察官 |
| ------------ | ------------------ |
| 警務司長     | 警察庁長官         |
| 首都警察庁長 | 警視総監           |
| 警察庁次長   | 警視監             |
| 警正総長     | 警視長             |
| 警正         | 警視正             |
| 警佐         | 警視               |
| 警尉         | 警部               |
| 警尉補       | 警部補             |
| 警長         | 巡査部長           |
| 警士         | 巡査               |

## 警察綱領
満洲国警察では、1939年（康徳6年）12月に全警察官の行動規範として、新たに「警察綱領」が制定され、精神的支柱となった。
- 警察官須為王道具現之先駆（警察官は王道具現の先駆たるべし）
- 警察官須為民族協和之中核（警察官は民族協和の中核たるべし）
- 警察官須崇尚義勇擁護正義（警察官は義勇を尚び正義を擁護すべし）
- 警察官須尊重紀律融和団結（警察官は規律を重んじ融和団結すべし）
- 警察官須恪守誠実完成責任（警察官は誠実を旨とし責任を果たすべし）
- 警察官須持身廉潔公平無私（警察官は廉潔を尚び公平無私たるべし）
- 警察官須努力修養陶冶人格（警察官は修養に努め人格を陶冶すべし）

## 制服

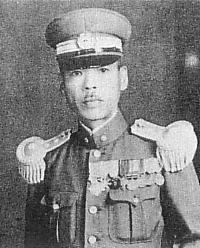
満洲国警察官正装
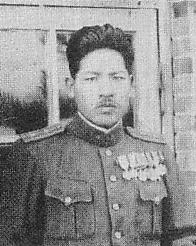
満洲国警察官常装

## 参考資料
- 満洲国民政部警務司『満洲国警察概要』(康徳2年10月) アジア歴史資料センターレファレンスコード:A05020355600
- 満洲国治安部警務司『満洲国警察概要』(康徳7年11月) アジア歴史資料センターレファレンスコード:A05020355400